# Guaico (Trinidad y Tobago)
Guaico es una localidad de Trinidad y Tobago, que forma parte de la región de Sangre Grande.

## Geografía
La localidad abarca parte de la isla Trinidad y limita al norte con Valencia y Turure, al sur con Cumuto, Cunaripo y Maraj Hill, al este con Sangre Grande y al oeste con Cumuto.

## Demografía
Datos demográficos de la localidad de Guaico:
| Gráfica de evolución demográfica de Guaico entre 2000 y 2011 |
|                                                              |